# Palazzo Ricci (Capitignano)
Il Palazzo dei Conti Ricci, più semplicemente Palazzo Ricci, è un palazzo storico di Capitignano (AQ).
Dimora storica della famiglia Ricci, fu fatto realizzare nel XV secolo da Umberto Ricci e, distrutto dal terremoto del 1703, ricostruito tra il XVIII e il XIX secolo; nello stesso periodo divenne residenza estiva di papa Pio VI che concesse l'indulgenza plenaria ai visitatori della cappella attigua all'edificio.

## Storia
Considerato come la massima espressione d'architettura civile dell'area, fu edificato nel XV secolo in località Mopolino, probabilmente su commissione di Umberto Ricci — già comandante equestre al servizio di Alfonso I d'Aragona —, la cui famiglia controllava sin dal medioevo tutto il territorio di Capitignano, prima dell'arrivo delle famiglie Medici e Farnese. Danneggiato gravemente dal Grande Terremoto del 1703, venne ricostruito solo sul finire del secolo, nel 1783, da Giovanni Stern e dal figlio Raffaele, fatti arrivare alla corte di Serafino Ricci da papa Pio VI — amico della famiglia Ricci — che, in seguito, utilizzò il palazzo come residenza estiva. Nel 1839 fu effettuato un secondo restauro su progetto dell'architetto Giuseppe Valadier, già attivo all'Aquila nello stesso periodo.

## Descrizione
L'edificio, situato a margine della frazione di Mopolino, all'angolo tra l'arteria principale del centro (via San Domenico) e la strada che lo collega a Capitignano (via Roma), si presenta di forma quadrangolare e composto da tre livelli.